# Міські голови Рівного
Міський голова міста Рівного — державний службовець в Україні, особа, що очолює виконавчу владу у місті Рівне поряд із виконавчим комітетом. Історично назва посадової особи, що очолювали місцеве самоврядування в місті, неодноразово змінювалася: «староста» (1891—1898), «міський голова» (1898—1919, 1997—дотепер), «комендант» (1919), «бурмістр» (1919—1922, 1927—1934), «президент» (1922—1927, 1934—1939), «голова виконкому міської Ради депутатів трудящих» (1939—1941, 1944—1977), «бургомістр» (1941—1944), «голова виконкому міської Ради народних депутатів» (1977—1997).

## Історія

### Передісторія
Вперше Рівне згадується у грамоті князя Свидригайла Ольгердовича, яка датується 4 травня 1434 року. Цим документом князь передавав маєток Басово волинському боярину Єсифу Чусі (Джусі) з Кирдійовичів, у ньому зокрема монарх застерігав репеціанта від посягання на землі княжих конюхів і конокормців Дичків "на Ровномъ". На 1461 рік село "Ровноє" належало для зем'янина Івашка Васильовича Дичка, який 22 грудня того ж року продав його князю Семену Васильовичу Несвізькому. Після того як він помер, на 1481 рік Рівним володіла його удова княгиня Марія Ровенська.У 1518 році після смерті княгині Рівне стало власністю великого гетьмана литовського Костянтина Івановича князя Острозького. З 1531 по 1539 місто у власності його сина князя Іллі Острозького, з 1539 року переходить у власність його удові Беаті Костелецькій. У 1540 - 1546 рр королівський секвестр під управлінням королеви Бони Сфорци. З 1546 по 1559 (1565) рр знову у власності Беати Костелецької. У 1565 по 1570 рік у власності воєводи серадзького Альбрехта Ласького. З 1570 по 1572 рік повне володіння короля Зиґмунда II Августа. З 1574 по 1603 рік у власності київського воєводи, маршалка землі Волинської, володимирського старости Василя-Костянтина князя Острозького. У 1603 році власність князя Олександра Васильовича Острозького. З 1603 по 1621 рік у власності княгині Ганни Острозької та князя Януша-Павла Острозького. З 1621 року Рівним володіють Томаш Замойський та княгиня Катерина Острозька. З 1642 по 1682 рік серед відомих дідичів Рівного — княгиня Гризельда Вишневецька, князь Михайло Корибут-Вишневецький, Йоганна-Барбара Конецпольська, Станіслав-Ян Конецпольський, Ян Собіпан Замойський. З 1682 по 1719 рік у власності Яна-Олександра Конецпольського. З 1719 по 1723 рік Рівне у власності Олександра Валевського. З 1723 року до поч. ХХ ст. власність князів Любомирських.

### Місцеве самоврядування

#### УНР
1917 року в Україні фактично встановилося двовладдя — Української Центральної Ради та російського Тимчасового уряду.

#### Польська Республіка (1918—1939)
У 1919—1939 роки місто входило до складу Польщі. Місцеве самоврядування міста представляв магістрат, створений владою Польщі в серпні 1919 року на підставі розпорядження Генерального комісара Східних земель від 27 червня 1919 року про тимчасовий міський устрій. Відповідно до цього розпорядження до складу магістрату входили бургомістр, заступник та лавники, яких початково призначав окружний комісар, а згодом воєвода. Першим бургомістром Рівного 19 серпня 1919 року призначено Яна Балінського. Перші ж демократичні вибори в Рівненську міську раду відбулися у другій половині 1927 року, а вже членами міської ради в листопаді–грудні того ж року обрано бургомістра, його заступника та лавників.

## Список
| Російська імперія          | |                    |                   | |                   |
| Д. І. Кваснєвський         | Староста | 1891               | 1896              | | [ 1 ]             |
| Яблоновський               | Староста | 1896               | 1898              | | [ 1 ]             |
| О. М. Бухович              | Міський голова | 1898               | 1911              | | [ 1 ]             |
| Е. П. Лебедзієвський       | Міський голова | 1911               | 1917              | | [ 1 ]             |
| М. П. Цвєтаєв              | Міський голова | 1917               | 1917              | | [ 1 ]             |
| С. А. Троїцький            | Міський голова | 1918               | 1918              | | [ 1 ]             |
| УНР                        | |                    |                   | |                   |
| Федір Сумневич             | Голова міської управи | 1917               | 1918              | | [ 4 ]             |
| II Польська Республіка     | |                    |                   | |                   |
| Є. Дзіковський             | Комендант | 1919               | 1919              | | [ 1 ]             |
| Ян Балінський              | Бурмістр | 19 серпня 1919     | ?                 | | [ 5 ]             |
| Сергій В. Матусевич        | Бурмістр | 1920               | 1920              | | [ 1 ] [ 5 ]       |
| Кароль Балінський          | Бурмістр | 1920               | 1922              | | [ 1 ] [ 5 ]       |
| Ян Лісаковський            | Бурмістр | 1922               | 1922              | | [ 1 ] [ 5 ]       |
| Адам Осташевський          | Президент | 1922               | 1924              | | [ 1 ] [ 5 ]       |
| Й. (Я.) Ромішевський       | Президент | 1924               | 1925              | | [ 1 ] [ 5 ]       |
| Кароль Балінський          | Президент | 1925               | 1927              | | [ 1 ] [ 5 ]       |
| Володимир Арцеманович      | Бурмістр | 1927               | 1929              | | [ 1 ] [ 5 ]       |
| Володимир Боярський        | Бурмістр | 1929               | 1932              | | [ 1 ] [ 5 ]       |
| Томаш Цалун                | Бурмістр | 1932               | 1934              | | [ 1 ] [ 5 ]       |
| Людвік Ржешовський         | Президент | 1934               | 1935              | | [ 1 ] [ 5 ]       |
| Станіслав Волк             | Президент | 1935               | 1939              | | [ 1 ] [ 5 ]       |
| СРСР                       | |                    |                   | |                   |
| Іван Білецький             | - Голова Ровенської міської ради - Голова виконкому міської Ради депутатів трудящих (з грудня 1940)                                                                                              | грудень 1939       | червень 1941      | Народився 1902 року. | [ 6 ] [ 1 ]       |
| Третій Рейх                | |                    |                   | |                   |
| Полікарп Бульба            | Бургомістр | 3 липня 1941       | 1944              | Фармацевт. | [ 1 ] [ 3 ]       |
| СРСР                       | |                    |                   | |                   |
| Микола Таратута (Таратуто) | Голова виконкому міської Ради депутатів трудящих | 6 лютого 1944      | 27 лютого 1944    | | [ 6 ] [ 1 ]       |
| Чернявський                | В.о. голови виконкому міської Ради депутатів трудящих (заступник голови виконкому) | 28 лютого 1944     | квітень 1944      | | [ 6 ]             |
| Микита Кляхін              | Голова виконкому міської Ради депутатів трудящих | 7 квітня 1944      | лютий 1945        | | [ 6 ] [ 1 ]       |
| Павло Прокоф'єв            | В.о. голови виконкому міської Ради депутатів трудящих (заступник голови виконкому) | 20 лютого 1945     | березень 1945     | Народився 1903 року. | [ 6 ] [ 1 ]       |
| Анатолій Марченко          | Голова виконкому міської Ради депутатів трудящих | 23 березня 1945    | 8 січня 1948      | Народився 1911 року. | [ 6 ] [ 1 ]       |
| Петро Сиволап              | Голова виконкому міської Ради депутатів трудящих | 9 січня 1948       | 1 вересня 1948    | | [ 6 ] [ 1 ]       |
| Феодосій Додь              | Голова виконкому міської Ради депутатів трудящих | вересень 1948      | 16 грудня 1949    | | [ 6 ] [ 1 ]       |
| Тихін Денисенко            | В.о. голови виконкому міської Ради депутатів трудящих (заступник голови виконкому) | червень 1949       | 16 грудня 1949    | Народився 12 серпня 1908 року. | [ 6 ] [ 1 ]       |
| Микола Баранчук            | Голова виконкому міської Ради депутатів трудящих | 16 грудня 1949     | 28 листопада 1951 | | [ 6 ] [ 1 ]       |
| Василь Романенко           | Голова виконкому міської Ради депутатів трудящих | 3 грудня 1951      | 18 березня 1958   | Народився 1903 року. | [ 6 ] [ 1 ]       |
| Григорій Щепілкін          | Голова виконкому міської Ради депутатів трудящих | березень 1958      | 15 квітня 1960    | | [ 6 ] [ 1 ]       |
| Лаврентій Казьмерчук       | Голова виконкому міської Ради депутатів трудящих | 15 квітня 1960     | березень 1963     | | [ 6 ] [ 1 ]       |
| Олексій Мартинов           | Голова виконкому міської Ради депутатів трудящих | 16 березня 1963    | 26 листопада 1963 | | [ 6 ] [ 1 ]       |
| Дмитро Гайовий             | Голова виконкому міської Ради депутатів трудящих | 26 листопада 1963  | 22 січня 1968     | Народився 1927 року. | [ 6 ] [ 1 ]       |
| Олексій Користін           | - Голова виконкому міської Ради депутатів трудящих - Голова виконкому міської Ради народних депутатів (з жовтня 1977)                                                                            | 22 січня 1968      | 30 грудня 1981    | Народився 14 листопада 1920 року. | [ 6 ] [ 1 ]       |
| Віктор Чайка               | Голова виконкому міської Ради народних депутатів | 30 грудня 1981     | листопад 1988     | Народився 20 жовтня 1941 у селищі Проточний, Білорічинський район, Краснодарський край, СРСР. Освіта вища. Обраний міським головою міста Рівного у 1981, 1998, 2002 та 2006 роках. Помер 12 лютого 2008 у Польщі. | [ 6 ] [ 1 ] [ 7 ] |
| Андрій Марков              | Голова виконкому міської Ради народних депутатів | 15 листопада 1988  | травень 1990      | Народився 2 листопада 1951 року. | [ 6 ] [ 1 ]       |
| Україна                    | |                    |                   | |                   |
| Іван Федів                 | - Голова виконкому міської Ради народних депутатів - Голова Рівненської міської адміністрації (управи) (з 10 червня 1992) - Голова Рівненської міської ради народних депутатів (з 1 жовтня 1991) | 22 травня 1990     | 2 вересня 1993    | Народився 4 березня 1950 року. | [ 6 ] [ 1 ]       |
| Володимир Мороз            | - Голова міської Ради народних депутатів, голова міської адміністрації (управи) - Голова виконкому міської Ради народних депутатів (з 16 червня 1995) - Міський голова (з 21 травня 1997)        | 22 вересня 1993    | 28 квітня 1998    | Народився 23 лютого 1947 року. Кандидат технічних наук, доктор філософії в технічних науках, доцент. | [ 6 ] [ 1 ] [ 8 ] |
| Віктор Чайка               | Міський голова | 28 квітня 1998     | 12 лютого 2008    | Народився 20 жовтня 1941 у селищі Проточний, Білорічинський район, Краснодарський край, СРСР. Освіта вища. Обраний міським головою міста Рівного у 1981, 1998, 2002 та 2006 роках. Помер 12 лютого 2008 у Польщі. | [ 6 ] [ 1 ] [ 7 ] |
| Юрій Торгун                | В.о. міського голови (секретар міської ради) | 13 лютого 2008     | 15 грудня 2008    | Народився 30 жовтня 1962 року. | [ 6 ]             |
| Володимир Хомко            | Міський голова | 15 грудня 2008     | 3 грудня 2020     | Народився 1 серпня 1957 року у місті Рівне. Освіта вища. Безпартійний. 30 листопада 2008 року обраний міським головою Рівного. 31 жовтня 2010 року повторно переобраний на посаду.                                | [ 6 ] [ 1 ] [ 9 ] |
| Олександр Третяк           | Міський голова | 3 грудня 2020 року | 25 серпня 2023    | Народився 13 грудня 1985 року у селі Липне, Ківерцівського району, Волинської області. Освіта вища. 22 листопада 2020 року обраний міським головою Рівного. 3 грудня 2020 року склав присягу                      |                   |
| — виконувачі обов'язків.   | |                    |                   | |                   |

#### Книги
- Коротун І. М., Коротун Л. К. Географія Рівненської області в 3-х частинах. — Рівне, 1996.